# Matthew Garber
Pour les articles homonymes, voir Garber.
Matthew Garber, né le 25 mars 1956 à Stepney (Londres) et mort le 13 juin 1977 à Hampstead (Londres), est un acteur britannique. Il est surtout connu pour avoir interprété le rôle de Michael, le petit garçon, dans Mary Poppins (1964).

## Biographie
Né dans une famille de comédiens, il est présenté aux équipes de casting des studios Disney par Roy Dotrice, dont la fille Karen a été choisie pour jouer dans Les Trois Vies de Thomasina (1963).
Engagé lui aussi, il joue dans trois films, tous pour les studios Disney et aux côtés de Karen Dotrice :
- Les Trois Vies de Thomasina (1964) ;
- Mary Poppins (1964) ;
- La Gnome-mobile (1967).

En 1977, il décide de faire le tour du monde. Il contracte une hépatite lors de son séjour en Inde. Rapatrié d'urgence à Londres, il meurt le 13 juin d'une pancréatite hémorragique nécrosante au Royal Free Hospital. Il est incinéré au crématorium de St. Marylebone à Finchley trois jours plus tard.
En 2004, Matthew Garber est nommé Disney Legends (Légende Disney) à titre posthume.